# Weskajmy
Weskajmy mit Nowy Dwór (deutsch Weskeim mit Neuhof) ist ein Ort in der polnischen Woiwodschaft Ermland-Masuren und gehört zur Landgemeinde Górowo Iławeckie (Landsberg) im Powiat Bartoszycki (Kreis Bartenstein) – bis 1945 zum Kreis Preußisch Eylau in Ostpreußen.

## Geographische Lage
Weskajmy mit Nowy Dwór liegt an der Elm (polnisch Elma) im Nordwesten der Woiwodschaft Ermland-Masuren, 15 Kilometer südlich der heute auf russischem Staatsgebiet gelegenen einstigen Kreisstadt Preußisch Eylau (russisch Bagrationowsk) bzw. 17 Kilometer westlich der jetzigen Kreismetropole Bartoszyce (deutsch Bartenstein).

## Geschichte

### Weskeim/Weskajmy
Das einstige Weskaym wurde vor 1400 gegründet und hieß nach 1400 Weßkeim, nach 1428 Weßkeim, nach 1536 Weskaim, nach 1595 Wesckeim und erst nach 1762 Weskeim. Der Ort entwickelte sich zu einem großen Gut mit Park.
Als Gutsbezirk kam Weskeim 1874 zum neu gebildeten Amtsbezirk Worienen (polnisch Woryny) im ostpreußischen Kreis Preußisch Eylau, Regierungsbezirk Königsberg. Örtlicher Gutsbesitzer war der Amtsvorsteher für mehrere Dörfer und Güter der näheren Region, Gutsbesitzer Frommer zu Weskeim.
Das Gutsdorf selbst zählte im Jahre 1910 115 Einwohner.
Am 30. September 1928 verlor Weskeim seine Eigenständigkeit, als es zur Nachbargemeinde Dixen (polnisch Deksyty) kam. Sie wurde 1930 in den Amtsbezirk Eichhorn (polnisch Wiewiórki) umgegliedert.
Weskeim wurde in Kriegsfolge 1945 mit dem gesamten südlichen Ostpreußen an Polen abgetreten und erhielt die polnische Namensform „Weskajmy“. Heute ist es eine Ortschaft innerhalb der Gmina Górowo Iławeckie (Landgemeinde Landsberg) im Powiat Bartoszycki (Kreis Bartenstein), von 1975 bis 1998 der Woiwodschaft Olsztyn, seither der Woiwodschaft Ermland-Masuren zugehörig. Im Jahre 2021 zählte Weskajmy 28 Einwohner.

### Neuhof/Nowy Dwór
Das unweit von Weskajmy entfernte Nowy Dwór wurde 1874 als Neuhof gegründet. Es war ein Vorwerk zu Weskeim, das im Jahre 1910 16 Einwohner zählte. Am 30. September 1928 wechselte Neuhof zusammen mit dem Gutsbezirk Weskeim zur Landgemeinde Dixen (polnisch Deksyty), in die es eingemeindet wurde.
1945 kam Neuhof mit Weskeim im südlichen Ostpreußen zu Polen und erhielt die polnische Namensform „Nowy Dwór“. Bald allerdings wurde der Or tnicht mehr erwähnt, wohl weil er nicht wieder bewohnt oder aber in Weskajmy aufgegangen war. Er gilt heute als untergegangen. Seine Ortsstelle befindet sich wie der Ort Weskajmy im Gebiet der Gmina Górowo Iławeckie (Landsberg).

## Religion
Weskeim mit Neuhof gehörte bis 1945 zur evangelischen Kirche Eichhorn (polnisch Wiewiórki) in der Kirchenprovinz Ostpreußen der Kirche der Altpreußischen Union.
Heute ist Weskajmy zur römisch-katholischen Pfarrei in Górowo Iławeckie im Erzbistum Ermland hin ausgerichtet.

## Verkehr
Weskajmy liegt an einer Nebenstraße, die bei Wiewiórki von der polnischen Woiwodschaftsstraße 512 (hier im Abschnitt der ehemaligen deutschen Reichsstraße 142) abzweigt und über Deksyty (Dixen) nach Piaseczno (Sieslack) führt. Eine Bahnanbindung besteht nicht.
Die Ortsstelle von Nowy Dwór resp. Neuhof ist nicht mehr auffindbar.

## Persönlichkeit
- Georg Frommer (1862–1940), Rittergutsbesitzer, Mitglied des Deutschen Reichstages, verwaltete das Gut in Weskeim, wo er am 15. November 1940 verstarb